# The Harmonicon

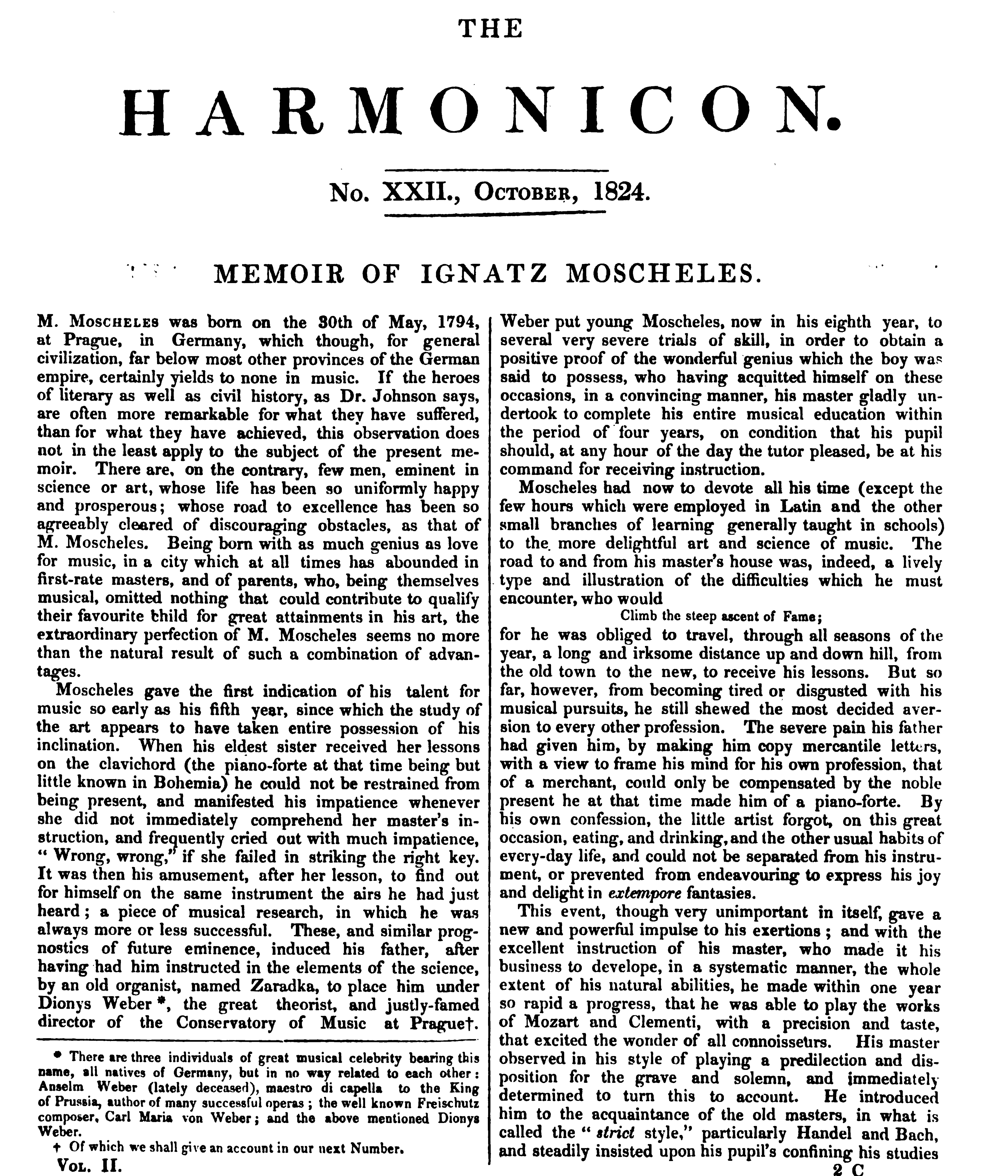
Titelseite von The Harmonicon, 1824

The Harmonicon war ein britisches Musikmagazin, das von 1823 bis 1833 in London erschien. Es gehörte zu den ersten britischen Musikzeitschriften, die über einen längeren Zeitraum publiziert wurden. Bis heute ist The Harmonicon eine bedeutende Quelle für Informationen über britische und kontinentale Musiker des späten 18. und frühen 19. Jahrhunderts. Als Herausgeber fungierte der Musikkritiker William Ayrton, einer der Mitbegründer der Philharmonic Society und zeitweise Musikdirektor des King’s Theatre. Ayrton schrieb den Großteil der Artikel selbst.
The Harmonicon erschien monatlich mit einem Umfang von 14  bis 30 eng bedruckten Seiten. Eine Ausgabe begann üblicherweise mit einem „memoir“ genannten längeren biografischen Artikel, z. B. über Ludwig van Beethoven oder Giovanni Paisiello. Die Beiträge wurden in den ersten beiden Jahrgängen von fein gearbeiteten Lithografien begleitet, die die Künstler des aktuellen „memoir“ darstellten. Den größten Teil der Zeitschrift nahm jeweils die Rubrik „Review of Music“ (Musikkritik) ein. Hier wurden neupublizierte musikalische Arbeiten, vor allem für Gesang, Klavier, Orgel, Gitarre, Harfe und Flöte, vorgestellt, oft mit beigefügten Notenbeispielen. Umfangreich war auch die Sektion „Foreign Musical Report“ (Musiberichte aus dem Ausland), die über das Musikleben in Italien, Frankreich, Deutschland, Österreich und auch New York City informierte. Mitunter wurde selbst aus kleineren Orten wie Dessau oder Cremona berichtet. Fester Bestandteil der Zeitschrift waren Berichte über die Musikveranstaltungen der Londoner Konzertgesellschaften wie der Philharmonic Society, der Madrigal Society oder der Vocal Society. In der Rubrik „The Drama“ wurden Aufführungen von italienischen, französischen und englischen Opern an den großen Theatern wie King’s Theatre, Haymarket Theatre, Drury Lane und Covent Garden ausführlich besprochen.
Da London zu Beginn des 19. Jahrhunderts ein internationales Musikzentrum darstellte, das viele ausländische Künstler anzog, wurden diese Musiker Gegenstand von längeren Artikeln oder Notizen. Wertvolle Informationen zu finden sind etwa über Ignaz Moscheles, Charles-Auguste de Bériot, Ferdinand Ries, Jean Théodore Latour und auch über die seinerzeit prominentesten Sänger wie Giuditta Pasta, Giulia Grisi, Maria Malibran, Antonio Tamburini oder Luigi Lablache. Nur sehr wenige Beiträge im Harmonicon waren signiert; selten vorkommende Pseudonyme wie „Clio“, „Fayolle“ und „Veritas“ konnten nicht identifiziert werden.